# خواجه حسین‌آباد
خواجه حسین‌آباد ، روستایی از توابع بخش مرکزی شهرستان مشهد در استان خراسان رضوی ایران است.

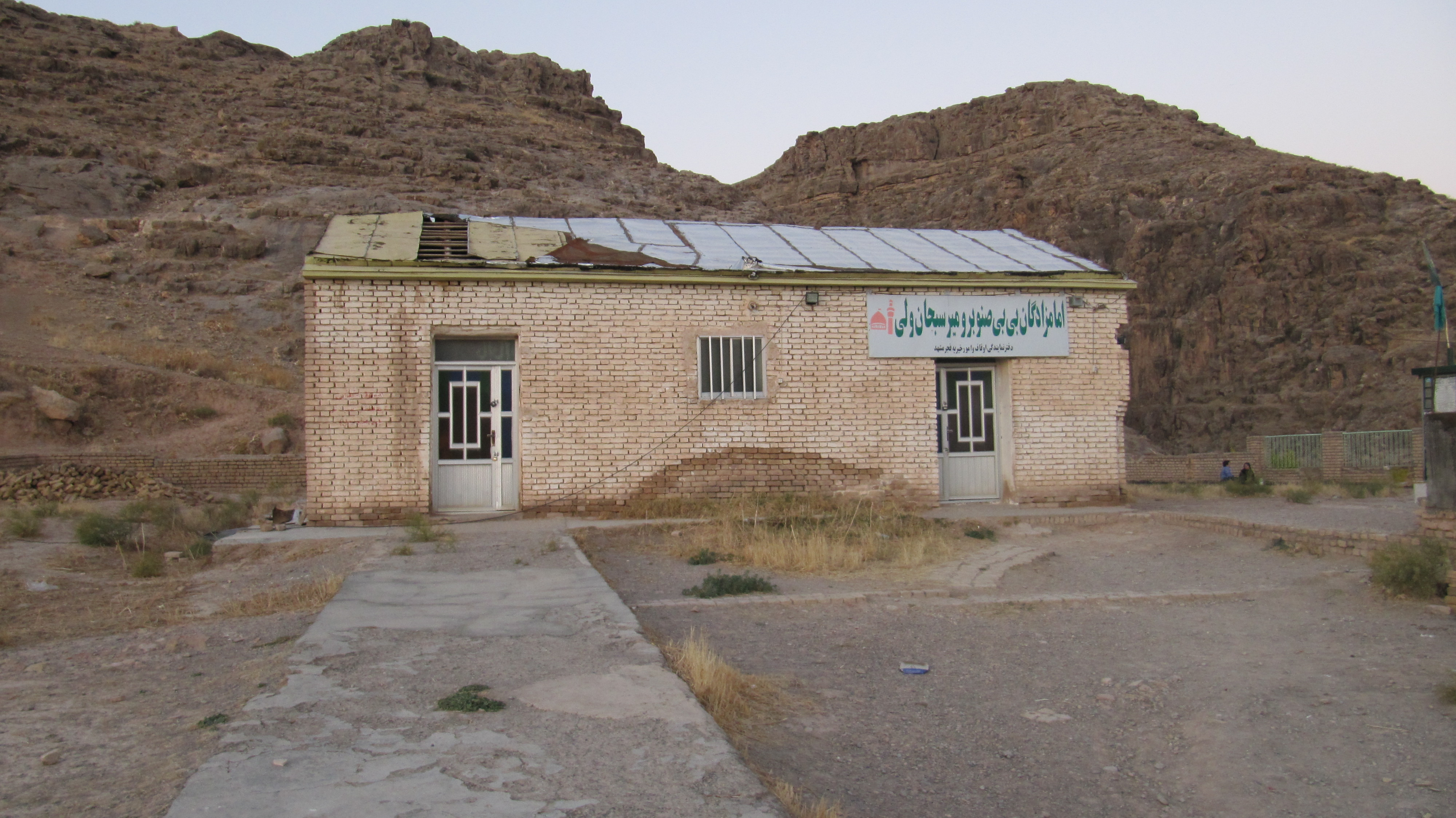

راه دسترسی به روستای خواجه حسین از خروجی مشهد مقدس به سمت جاده کلات به سمت سد کارده، کمی بالاتر از پاسگاه انتظامی سمت راست و سپس یک جاده خاکی حدوداً ۲ کیلومتری می‌باشد که در حال حاضر از ورودی روستا توسط یک رودخانه مرکزی (رودخانه فصلی) می‌توانید به کوهستان زیبای این روستا، آبشار (شُرشُری) و چنار عظیم ۱۰۰۰ ساله و همچنین بنای زیارتی امامزاده میر سبحان ولی و بی بی صنوبر برسید، در این روستا دو قبرستان باستانی یکی در شرق و دیگری در غرب روستا قرارگرفته است، همچنین در این روستای کوهستانی زیبا یک چشمه آب هم وجود دارد که آب بسیار گوارایی برای نوشیدن می‌باشد، هر ساله زائزان زیادی برای زیارت امامزادگان به این روستا سفر می‌کنند و به همین جهت خدمات رفاهی کافی همچون سرویس بهداشتی و زائرسرا برای زائران فراهم گردیده‌است.
همچنین در روستا دو مسجد و یک حسینه هم ساخته شده‌است و در این اماکن متبرکه مراسم‌های عزاداری و مرثیه خوانی در مناسبت‌های مذهبی برگزار می‌شود.
این روستا بعد از سالها پیگیری هنوز از خدمات رفاهی همچون راه دسترسی آسفالت و آنتن دهی شبکه اینترنت موبایلی برخوردار نیست.

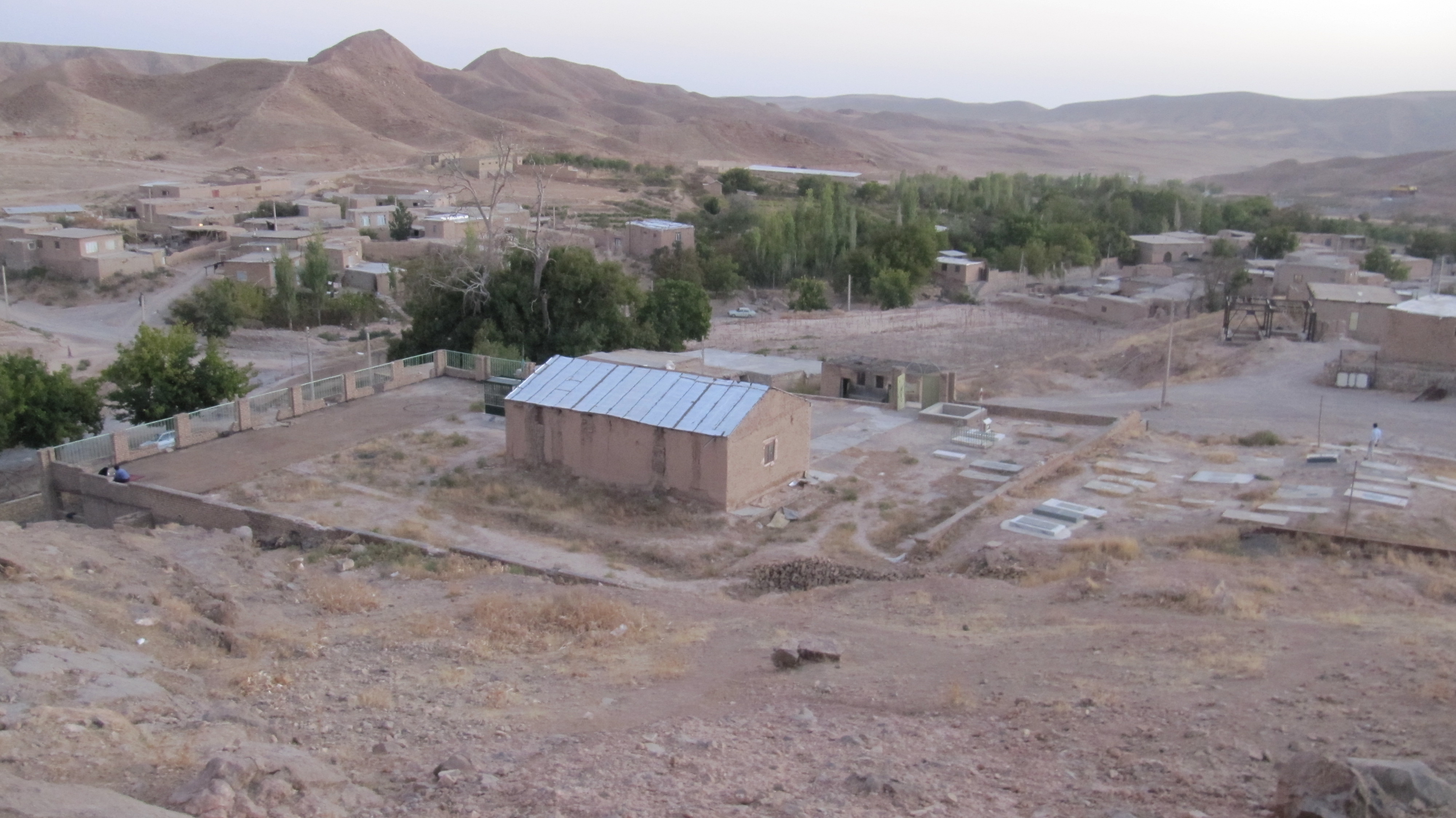

## جمعیت
این روستا در دهستان کارده قرار دارد و براساس سرشماری مرکز آمار ایران در سال ۱۳۸۵، جمعیت آن ۱۷۱ نفر (۴۵خانوار) بوده‌است.